# Валансьен
Валансье́н (фр. Valenciennes [valɑ̃sjɛn], пикард. Valinsien, нидерл. Valencijn) — город во Франции, регион О-де-Франс, департамент Нор, центр одноименного округа и кантона. Имеет статус супрефектуры.
Население (2017) — 43 336 человек.

## География
Валансьен — город на берегу реки Эско (Шельда), в 52 км к юго-востоку от Лилля и 200 км к северо-востоку от Парижа.

## История
Город впервые упоминается в 693 году в одном из документов Хлодвига II. В 843 году по Верденскому договору определен статус Валансьена как нейтрального города между Нейстрией и Австразией. В IX веке город, как и все окрестные территории, был завоеван норманнами, а в 923 году стал частью герцогства Нижняя Лотарингия, входившего в состав Священной Римской империи. Валансьен быстро развивался, став центром одной из пограничных марок империи.
В 1006 году город безуспешно осаждали германский император Генрих II и французский король Роберт II.
В 1008 году по Европе прокатилась эпидемия чумы. По местным преданиям Дева Мария установила вокруг Валансьена кордон, защитивший город от эпидемии. С этого времени каждый год жители Валансьена проходят по кругу протяженностью 14 км вокруг города, т. н. путём Святого Кордона. В XIV веке Альберт Баварский построил в городе Башню Доден, в которой был установлен колокол, до сих пор ежедневно звонящий в честь Девы Марии Святого Кордона.
В 1252 году графиней Фландрии Маргаритой Константинопольской была предпринята попытка овладеть городом, но она потерпела неудачу.
В Средние века Валансьен — процветающий центр графства Эно. После 1433 года городом владели Филипп III Добрый и его наследники, сначала из Бургундской династии, а потом из Габсбургов. В 60-е годы XVI века Валансьен стал одним из центров кальвинизма и сопротивления притеснению протестантов в Испанских Нидерландах. После ожесточенной борьбы в 1570 году армия герцога Алессандро Фарнезе захватила город и устроила массовую резню протестантов.

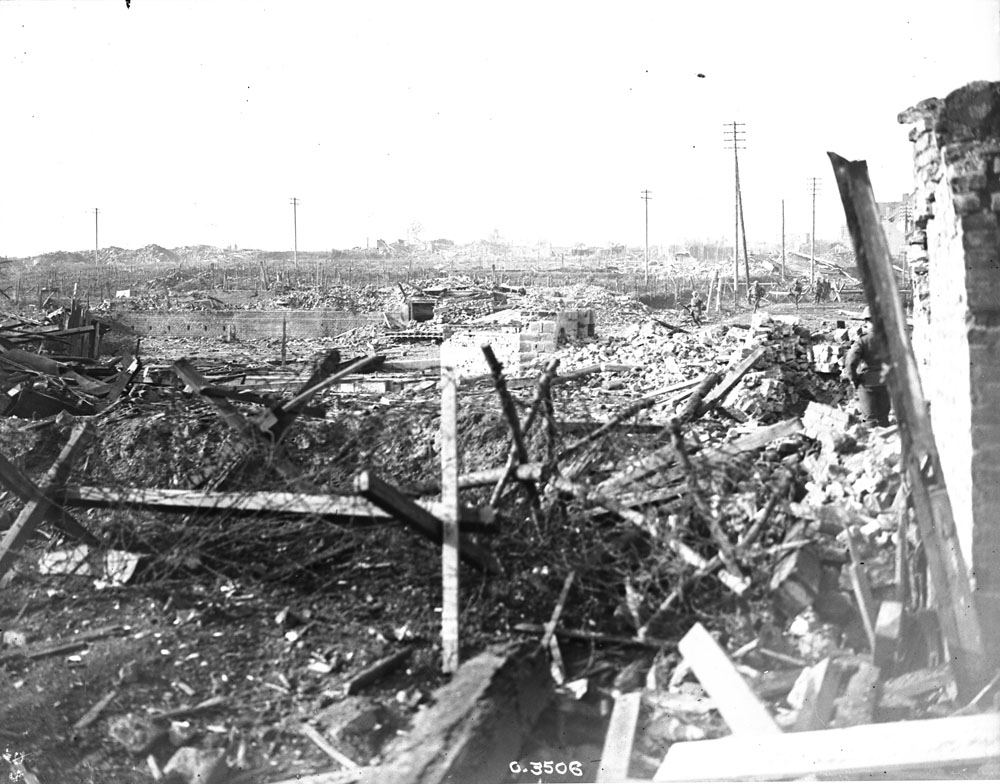
Город после ПМВ

Французские короли начиная с Людовика XI не раз пытались овладеть городом. В 1656 году в ходе Битвы у Валансьена испанская армия под командованием принца Хуана Австрийского разгромила французов. Только в 1677 году Людовику XIV удалось захватить город. По условиям Нимвегенского мира 1678 г. территория бывшего графства Эно было разделено между Францией и Габсбургами, и его южная часть, в том числе и Валансьен, отошла к Франции, после чего его укрепил Вобан. Город стал одним из важнейших форпостов на северо-востоке Франции.
В 1793 году во время Войны первой коалиции против революционной Франции город был осажден и пал. Французская армия отвоевала его только в августе 1794 года. В 1890 году Валансьен потерял статус крепости, и его мощные крепостные стены были разрушены. В 1900 году город был награждён Орденом Почетного легиона.
Во время обеих мировых войн город был разрушен; его центральная часть была отстроена заново после Второй мировой войны.

## Достопримечательности
- Фронтон здания мэрии 1867 года
- Базилика Нотр-Дам-дю-Сен-Кордон 1852—1864 годов в стиле неоготика
- Несколько готических церквей (старейшая — францисканская Сен-Жери, освящена в 1233 году)
- Музей изящных искусств хранит работы как уроженцев города (Антуан Ватто, Жан-Батист Карпо), так и других фламандских художников (Рубенс, ван Дейк).
- «Испанский особняк» XVI века
- Библиотека иезуитов XVI века (недавно отреставрирована)
- Больница Эно времён Людовика XV
- Башня Доден XIV века, сохранившаяся часть городских укреплений

## Экономика
Валансьен исторически славился своими кружевами (см. валансьенское кружево). Со времён промышленной революции местная экономика была завязана на разработке близлежащего месторождения угля (в то время единственного во Франции). В конце XX века город был перепрофилирован в сторону автомобилестроения. В 1968 году открылся университет Валансьена. С 2006 года в городе действует система современного трамвая, см. валансьенский трамвай.
Структура занятости населения:
- сельское хозяйство — 0,0 %
- промышленность — 8,7 %
- строительство — 3,5 %
- торговля, транспорт и сфера услуг — 39,2 %
- государственные и муниципальные службы — 48,6 %

Уровень безработицы (2017) — 22,6 % (Франция в целом — 12,8 %, департамент Нор — 17,2 %). 

Среднегодовой доход на 1 человека, евро (2017) — 18 390 (Франция в целом — 25 140, департамент Нор — 18 575).

## Демография
Динамика численности населения, чел.

## Администрация
Пост мэра Валансьена с 2012 года занимает Лоран Дегалле (Laurent Degallaix). На муниципальных выборах 2020 года возглавляемый им правый список одержал победу в 1-м туре, получив 51,02 % голосов (из шести списков).
| Период | Период | Фамилия        | Партия                                                                                   | Примечания |
| ------ | ------ | -------------- | ---------------------------------------------------------------------------------------- | --- |
| 1947   | 1988   | Пьер Кару      | Объединение в поддержку Республики                                                       | адвокат, член Генерального совета департамента, член Совета региона Нор-Па-де-Кале, депутат Национального собрания и сенатор |
| 1988   | 1989   | Оливье Марльер | Объединение в поддержку Республики                                                       | адвокат, член Генерального совета департамента                                                                               |
| 1989   | 2002   | Жан-Луи Борлоо | Союз за французскую демократию, Союз за народное движение, Союз демократов и независимых | адвокат, депутат Национального собрания, депутат Европейского парламента                                                     |
| 2002   | 2012   | Доминик Рике   | Союз демократов и независимых                                                            | хирург, член Совета региона Нор-Па-де-Кале, депутат Европейского парламента                                                  |
| 2012   |        | Лоран Дегалле  | Союз демократов и независимых, Радикальное движение                                      | банкир, член Совета региона Нор-Па-де-Кале, депутат Национального собрания                                                   |

## Спорт
- ФК Валансьен — футбольный клуб, выступающий в Лиге 2, втором по значимости дивизионе Франции
- Hainaut Volley — волейбольный (женский) клуб, выступающий во высшей национальной волейбольной лиге
- Valenciennes Hainaut Hockey Club — хоккейный клуб, выступающий в 3 дивизионе чемпионата Франции по хоккею с шайбой

## Города-побратимы
- Агридженто (итал. Agrigento), Италия
- Гливице (пол. Gliwice), Польша
- Дюрен (нем. Düren), Германия
- Ичан (кит. упр. 宜昌, пиньинь Yíchāng), Китай
- Медуэй (англ. Medway), Англия
- Чатем (англ. Medway), Англия
- Москва, Россия
- Нака (швед. Nacka), Швеция
- Мишкольц (венг. Salgótarján), Венгрия
- Обуда (венг. Obuda), Венгрия

## Галерея

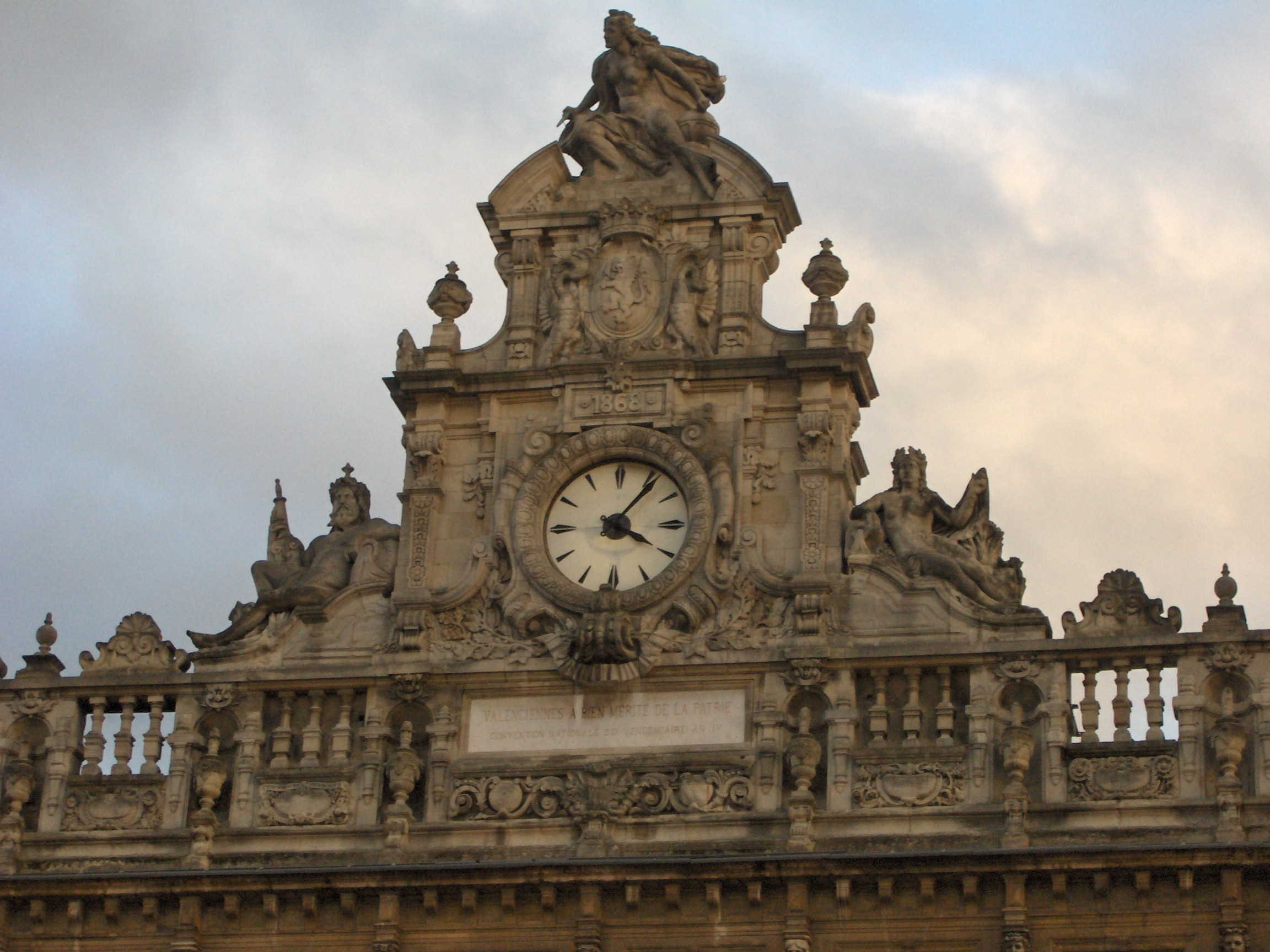
Фронтон мэрии
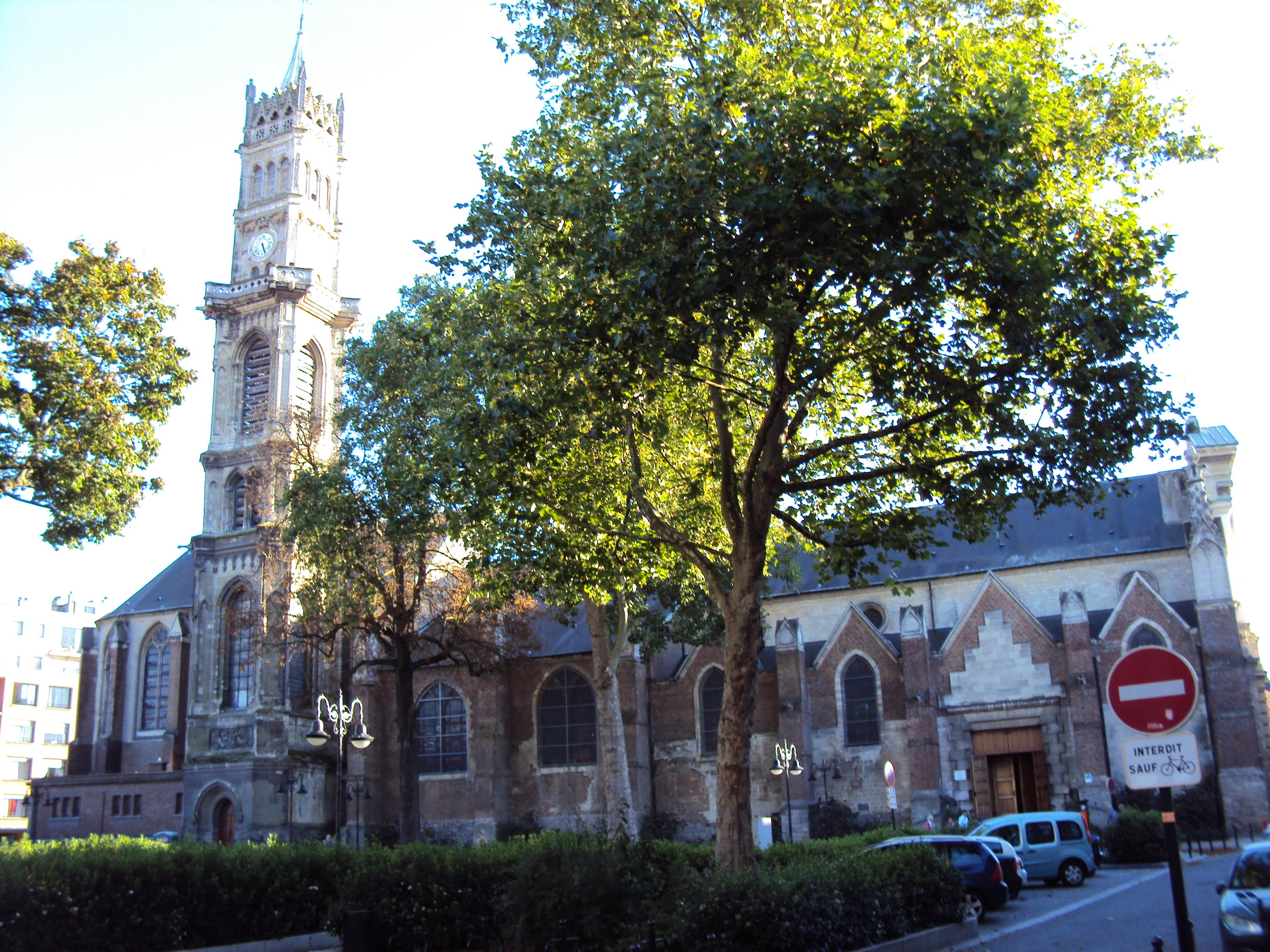
Церковь Сен-Жери
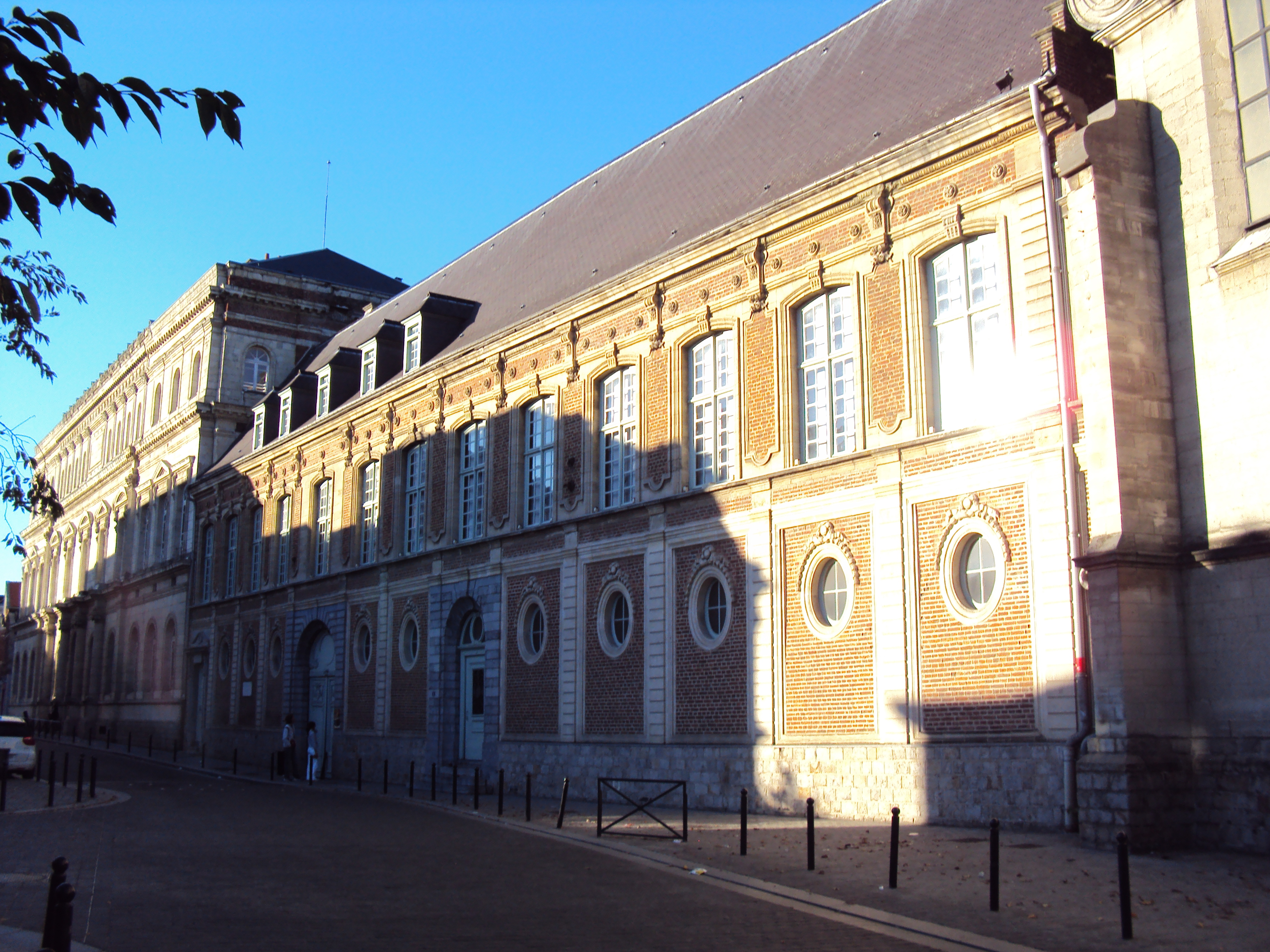
Библиотека иезуитов
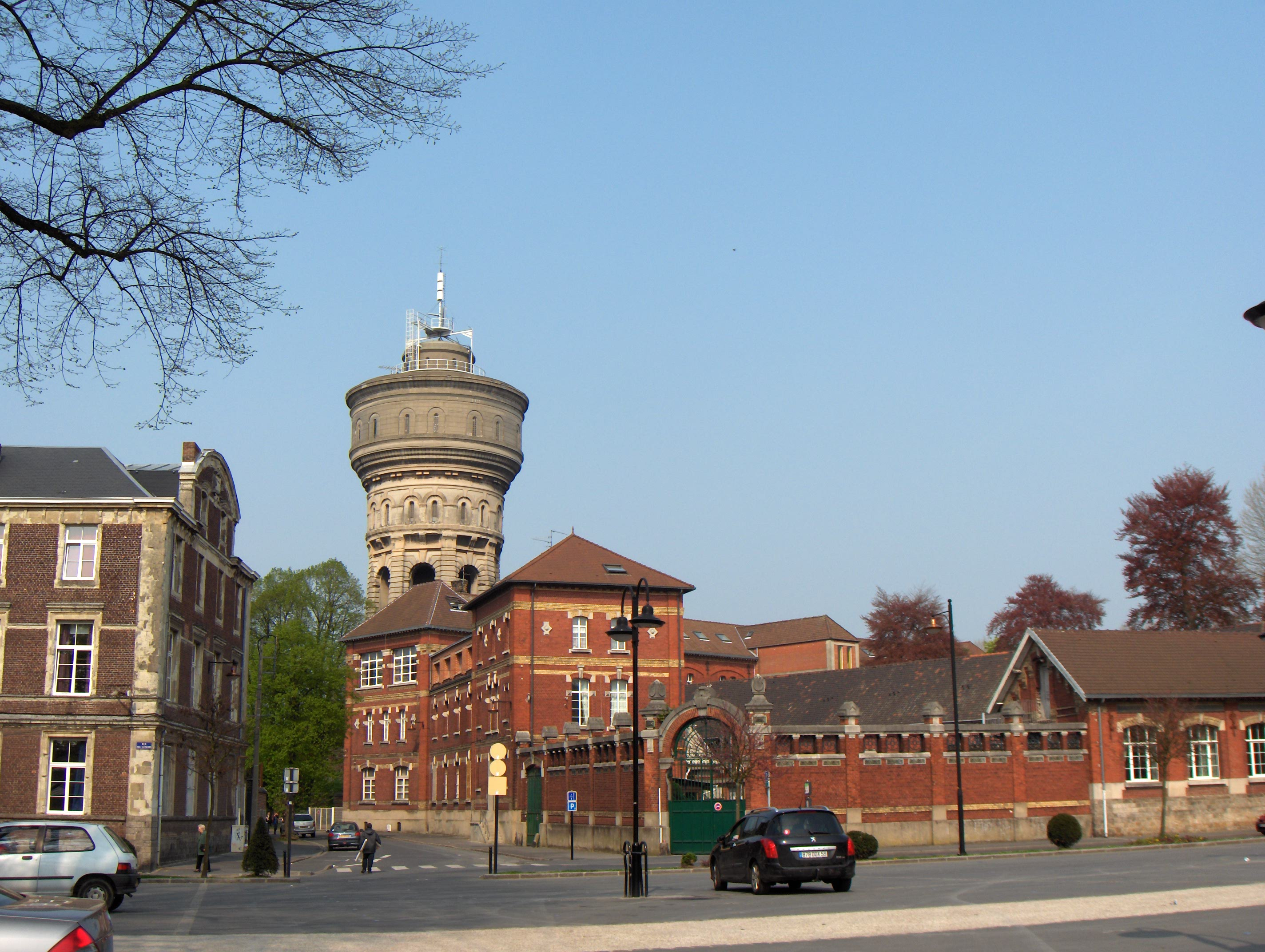
Зеленая площадь
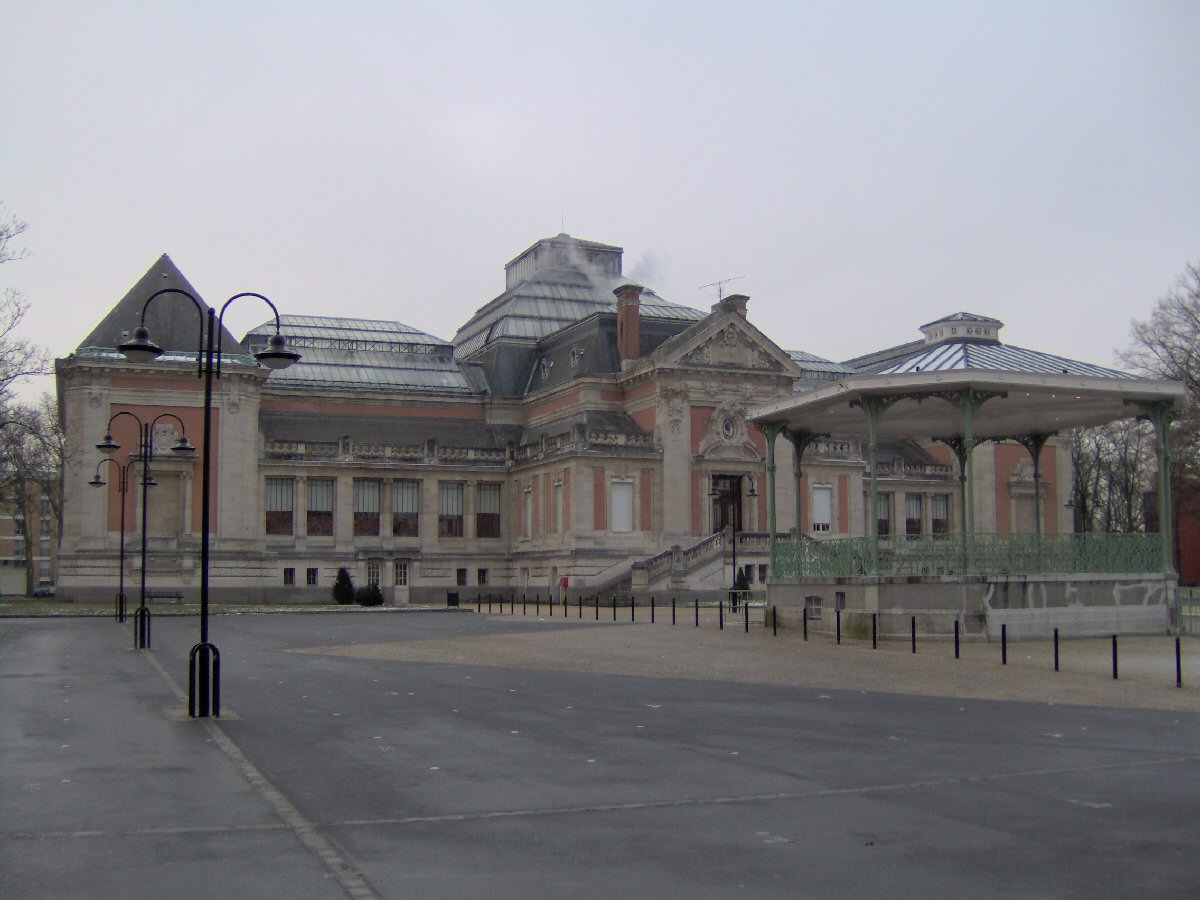
Музей изящных искусств
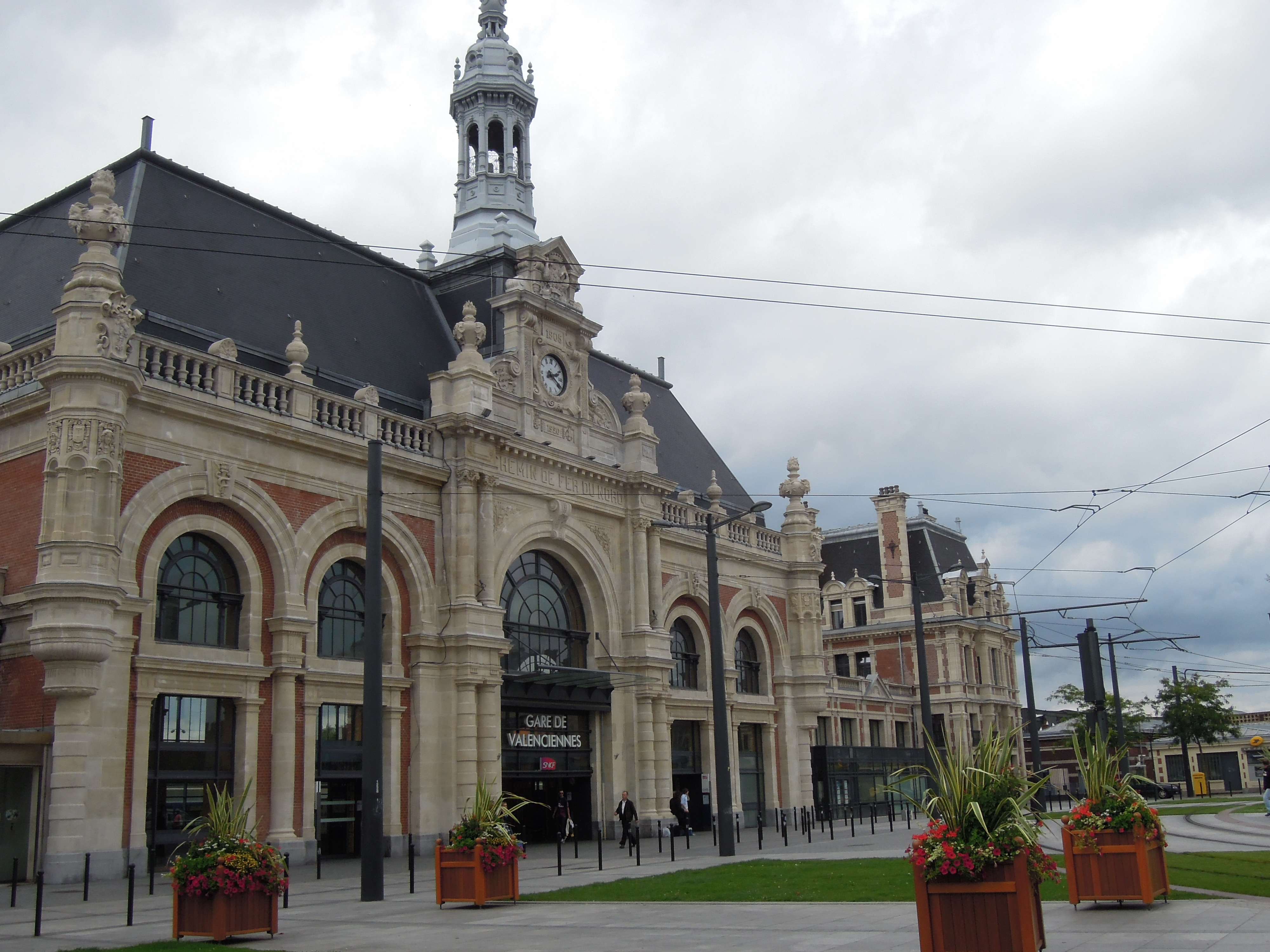
Вокзал Валансьена
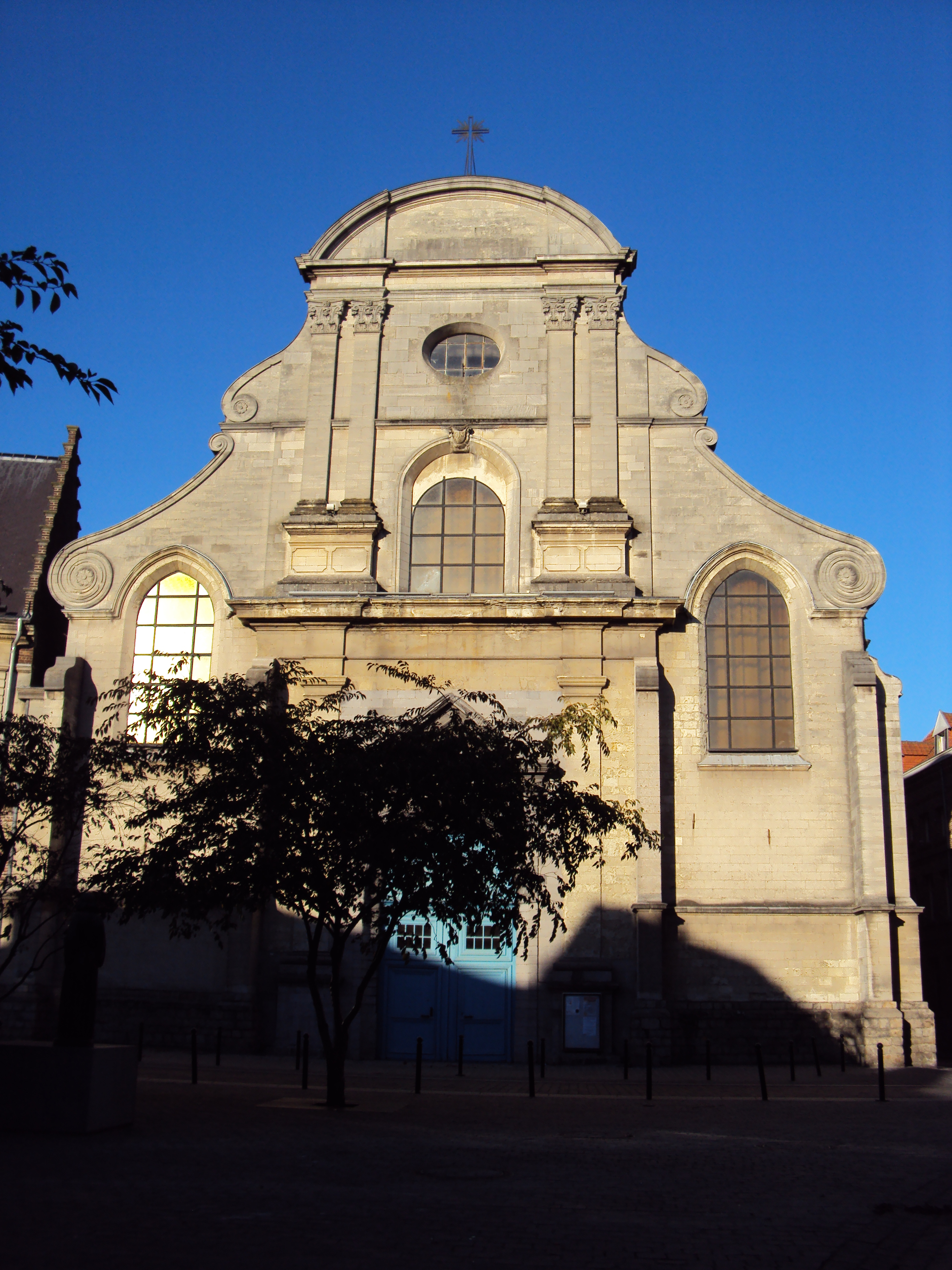
Церковь Сен-Николя
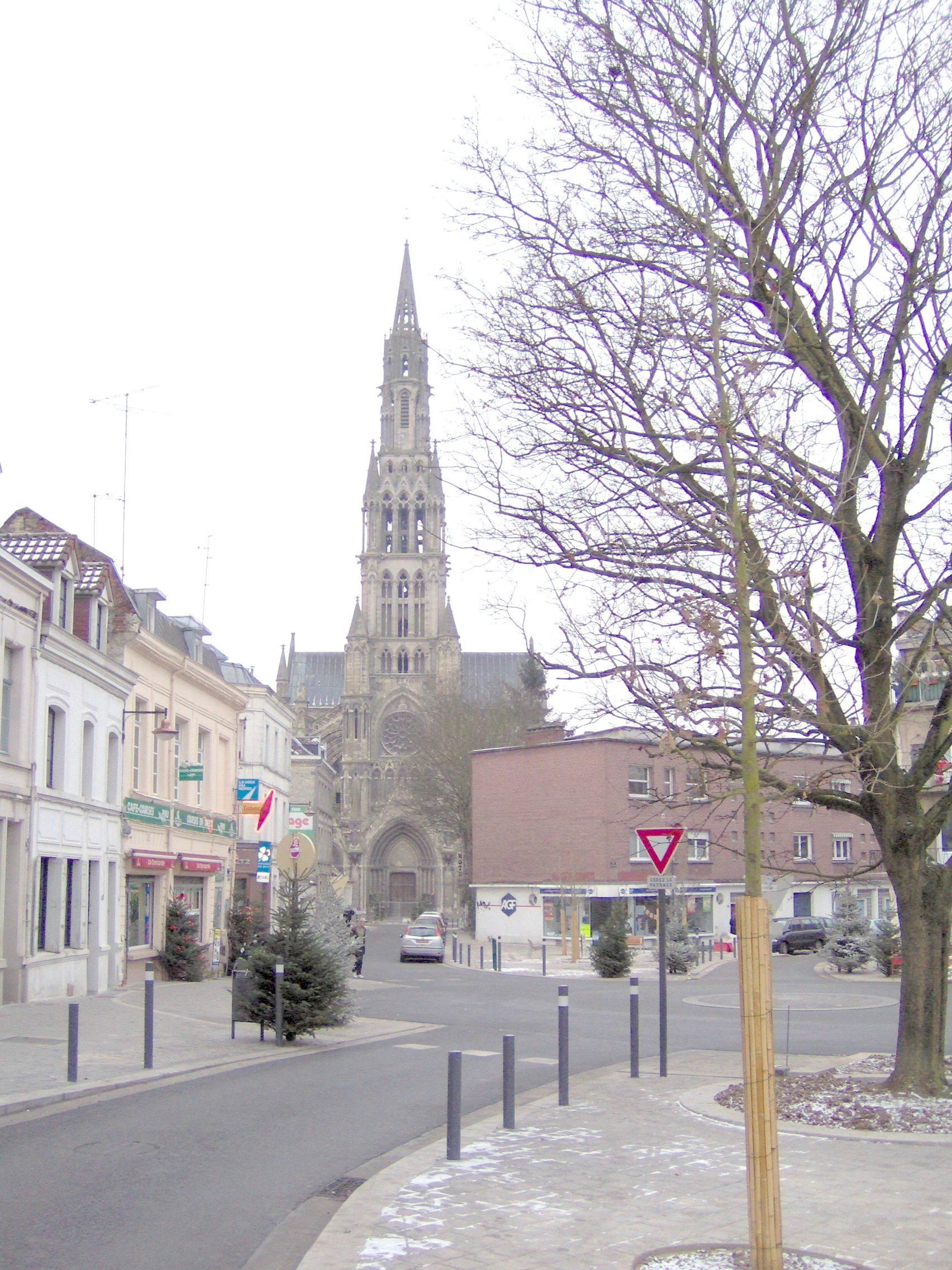
Базилика Нотр-Дам-дю-Сен-Кордон